# Озеро Сака (заповедник)
Озеро Сака — заповедник в районе Демиркёй ила Кыркларели Турецкой Республики.

## Название
Заповедник получил своё название от озера Сака, находящегося на территории национального парка Пойменные леса Игнеады.

## География
Находится на побережье Чёрного моря, в пойме реки. Площадь заповедника составляет 13,45 км². Ближайший город — Игнеада — находится в 19 километрах от заповедника. Административный центр района — город Демиркёй — в 26 километрах.

## Флора и фауна
На территории заповедника произрастает множество деревьев, в том числе ольха, вяз, ясень, граб, бук, тополь чёрный, тополь белый, ива, орех.
В заповеднике обитает множество животных, в том числе млекопитающих: благородный олень, европейская косуля, обыкновенная лисица, евразийский волк, заяц-русак, кабан, среднеевропейский лесной кот; птиц: серый гусь, вальдшнеп, вяхирь; пресмыкающиеся: гадюки, ломкие веретеницы, различные водяные змеи.
Водные объекты на территории заповедника также богаты рыбами (например, сазанами) и ракообразными.